# Asclepiadaceae
Famille
Classification APG II (2003)
Classification APG III (2009)
Les Asclepiadaceae sont une famille de plantes dicotylédones, regroupant 2 000 espèces réparties en près de 250 genres. Cette famille n'est plus valide dans la classification phylogénétique. Elle est considérée au sein de la famille des Apocynaceae comme la sous-famille des Asclepiadoideae.
Il s'agit d'une famille cosmopolite composée en majorité de plantes herbacées, de lianes, d'arbustes, mais aussi quelques arbres, parfois à l'aspect cactoïde. On trouve ces espèces dans les régions subtropicales à tropicales, avec quelques rares espèces en régions tempérées.
En France, on peut citer les genres :
- Vincetoxicum avec le dompte-venin officinal (Vincetoxicum hirundinaria), plante très toxique, et
- Cynanchum.

## Étymologie
Le nom vient du genre type Asclepias, que Carl von Linné nomma d’après Asclépios (du grec Ἀσκληπιός / Asklêpiós, en latin Aesculapius / Esculape), dieu grec de la médecine, cette plante possédant de nombreuses vertus en phytothérapie.

## Classification
La classification phylogénétique APG (1998), la classification phylogénétique APG II (2003) et la classification phylogénétique APG III (2009) incorporent cette famille aux Apocynaceae, sous-famille des Asclepiadoideae.

## Liste des genres
- Absolmsia
- Adelostemma
- Aidomene
- Amblyopetalum
- Amblystigma
- Ampelamus Pfeiffer
- Anatropanthus
- Anisopus
- Anisotoma
- Anomotassa
- Araujia Brot.
- Asclepias L.
- Aspidoglossum
- Astephanus
- Barjonia
- Belostemma
- Bidaria
- Biondia
- Blepharodon
- Blyttia
- Brachystelma
- Calotropis R.Br.
- Campestigma
- Caralluma
- Ceropegia
- Cibirhiza
- Cionura
- Clemensiella
- Conomitra
- Cordylogyne
- Corollonema
- Cosmostigma
- Costantina
- Cyathostelma
- Cryptostegia R.Br.
- Cynanchum L.
- Dactylostelma
- Dalzielia
- Decabelone
- Decanema
- Decanemopsis
- Dicarpophora
- Diplolepis
- Diplostigma
- Dischidanthus
- Dischidia
- Ditassa
- Dittoceras
- Dolichopetalum
- Dolichostegia
- Dorystephania
- Dregea
- Drepanostemma
- Duvalia
- Duvaliandra
- Echidnopsis
- Edithcolea
- Emicocarpus
- Emplectranthus
- Eustegia
- Fanninia
- Fischeria
- Fockea
- Folotsia
- Frerea
- Funastrum Fourn.
- Genianthus
- Glossonema
- Glossostelma
- Gomphocarpus
- Gongronema
- Gonioanthelma
- Goniostemma
- Gonolobus Michx.
- Graphistemma
- Gunnessia
- Gymnema R.Br.
- Gymnemopsis
- Harmandiella
- Hemipogon
- Heterostemma
- Heynella
- Hickenia
- Holostemma
- Hoodia
- ×Hoodiopsis
- Hoya R.Br.
- Hoyella
- Huernia
- Huerniopsis
- Hypolobus
- Ischnostemma
- Jacaima
- Janakia
- Jobinia
- Kanahia
- Karimbolea
- Kerbera
- Labidostelma
- Lachnostoma
- Tenaris
- Lavrania
- Leichardtia
- Leptadenia
- Lhotzkyella
- Lugonia
- Lygisma
- Macroditassa
- Macropetalum
- Macroscepis
- Mahafalia
- Mahawoa
- Manothrix
- Margaretta
- Marsdenia R.Br.
- Matelea Aubl.
- Melinia
- Mellichampia
- Meresaldia
- Merrillanthus
- Metaplexis R.Br.
- Metastelma R.Br.
- Micholitzea
- Microdactylon
- Microloma
- Microstelma
- Miraglossum
- Mitostigma
- Morrenia Lindl.
- Nautonia
- Nematostemma
- Neoschumannia
- Nephradenia
- Notechidnopsis
- Odontanthera
- Odontostelma
- Odontostephana
- Oncinema
- Oncostemma
- Ophionella
- Orbea
- Orbeanthus
- Orbeopsis
- Oreosparte
- Orthanthera
- Orthosia
- Oxypetalum R.Br.
- Pachycarpus
- Pachycymbium
- Papuastelma
- Parapodium
- Pectinaria
- Pentabothra
- Pentacyphus
- Pentarrhinum
- Pentasachme
- Pentastelma
- Pentatropis
- Peplonia
- Pergularia L.
- Periglossum
- Periploca L.
- Petalostelma
- Petopentia
- Pherotrichis
- Piaranthus
- Platykeleba
- Pleurostelma
- Podandra
- Podostelma
- Prosopostelma
- Pseudolithos
- Ptycanthera
- Pycnoneurum
- Pycnorhachis
- Quaqua
- Quisumbingia
- Raphistemma
- Rhyncharrhena
- Rhynchostigma
- Rhyssolobium
- Rhyssostelma
- Rhytidocaulon
- Riocreuxia
- Rojasia
- Rothrockia
- Sarcolobus
- Sarcostemma R.Br.
- Schistogyne
- Schistonema
- Schizoglossum
- Schubertia
- Scyphostelma
- Secamone
- Secamonopsis
- Seshagiria
- Sisyranthus
- Solenostemma
- Sphaerocodon
- Spirella
- Stapelia L.
- Stapelianthus
- Stapeliopsis
- Stathmostelma
- Steleostemma
- Stelmagonum
- Stelmatocodon
- Stenomeria
- Stenostelma
- Stigmatorhynchus
- Strobopetalum
- Stuckertia
- Swynnertonia
- Tassadia
- Tavaresia
- Telminostelma
- Telosma Cov.
- Tenaris
- Tetracustelma
- Tetraphysa
- Thozetia
- Toxocarpus
- Treutlera
- Trichocaulon
- Trichosacme
- Trichosandra
- Tridentea
- Tromotriche
- Tweedia
- Tylophora
- Tylophoropsis
- Vailia
- Vincetoxicopsis
- Vincetoxicum
- Voharanga
- Vohemaria
- White-sloanea
- Widgrenia
- Woodia
- Xysmalobium.